# Shorea

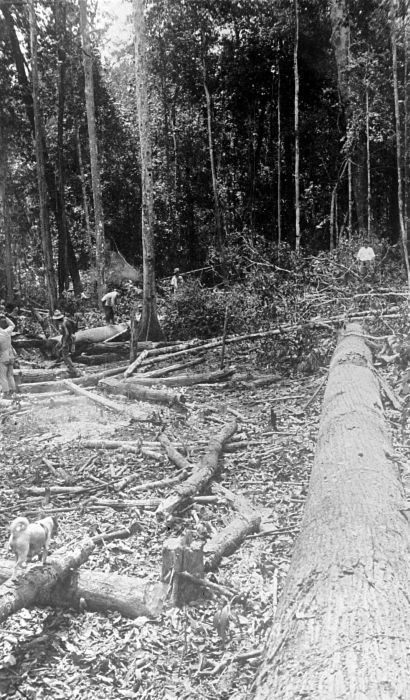
Un gegantí arbre de meranti talat a Indonèsia l'any 1930

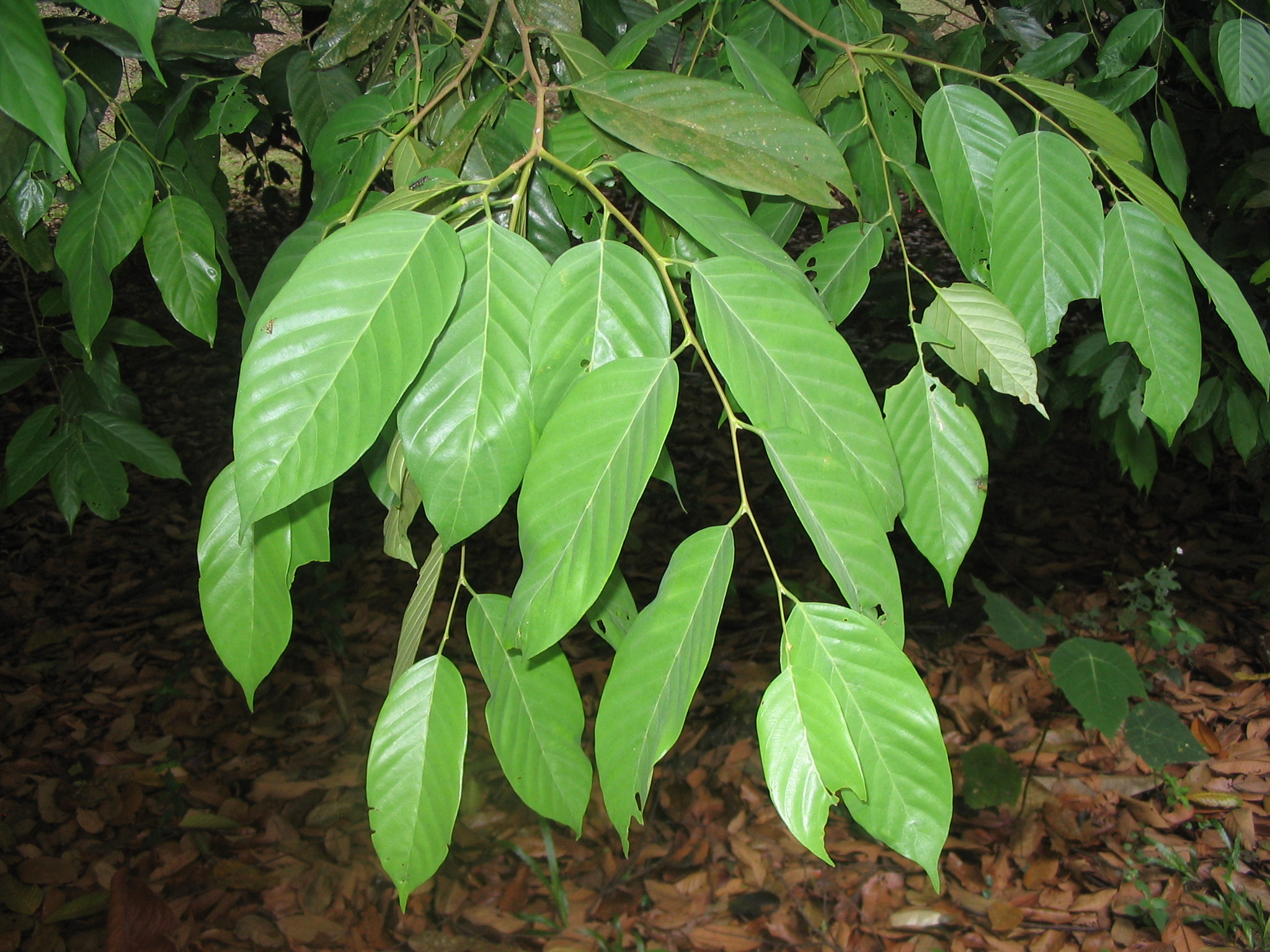
Fulles de Shorea sumatrana

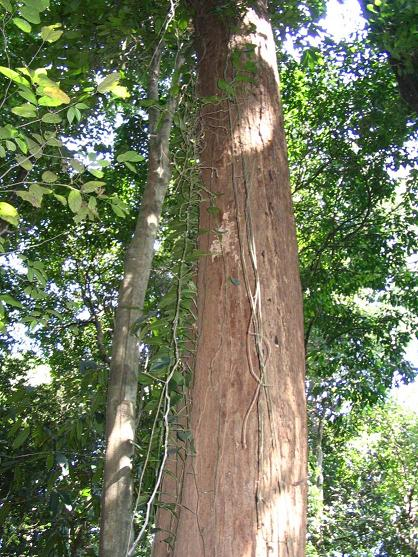
Tronc de Shorea bracteolata

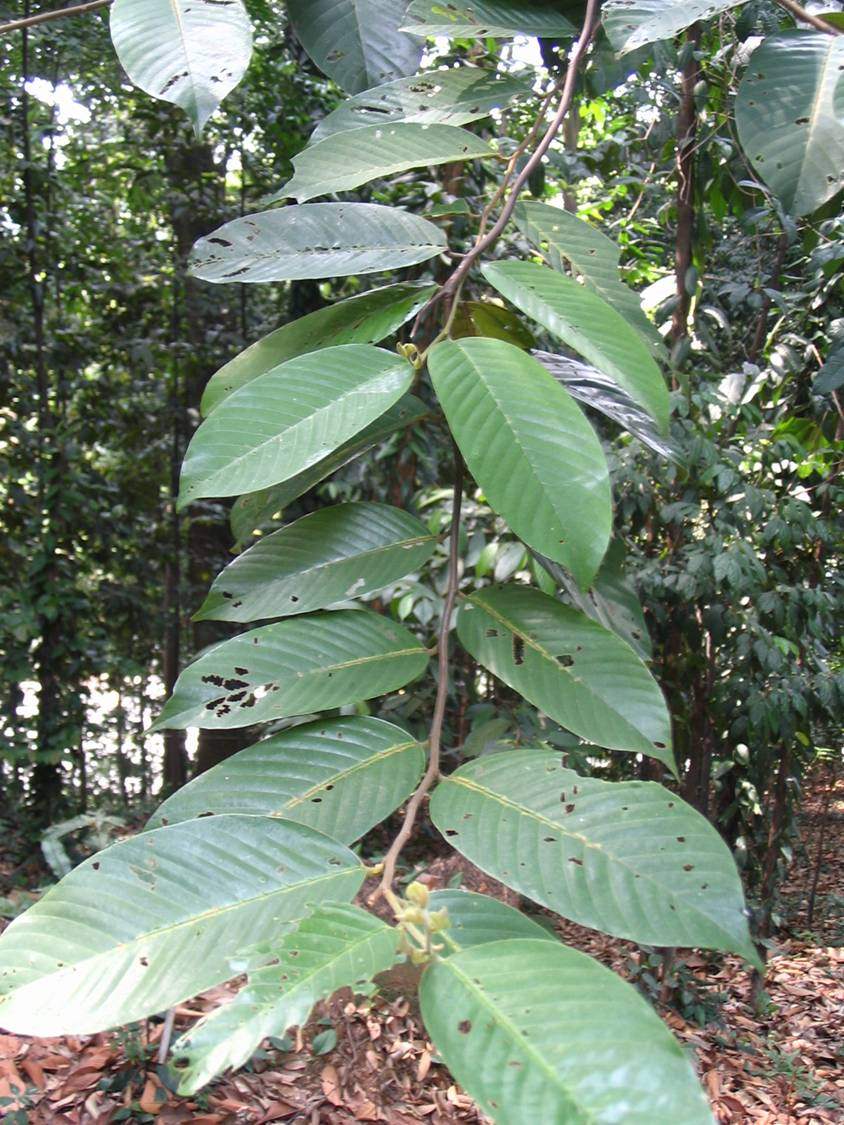
Branqueta de Shorea leprosula

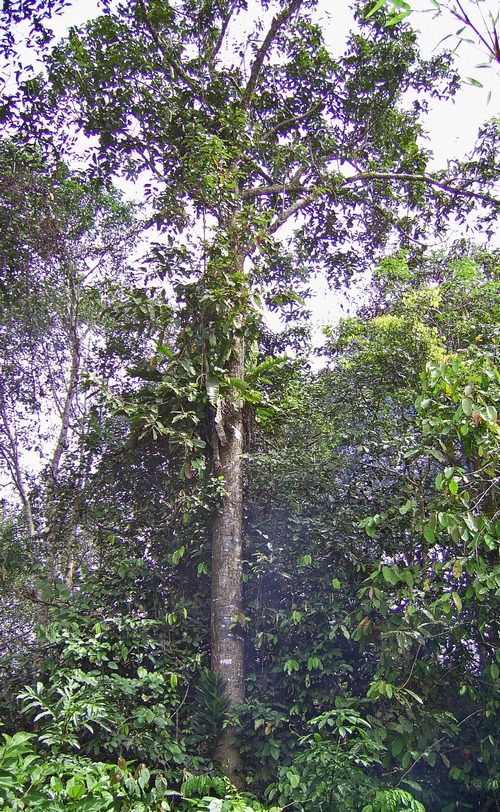
Tengkawang (Shorea spp)

Shorea és un gènere de plantes amb flor dins la família de les dipterocarpàcies (Dipterocarpaceae).

## Particularitats
Les plantes d'aquest gènere són arbres molt grans. Són originaris de les zones tropicals humides de l'Àsia Sud-oriental, en particular de Malàisia, Sumatra i Borneo.

## Ecologia
Gairebé la meitat de les 200 espèces de Shorea es troba en perill d'extinció.
A causa de la desforestació hi ha hagut una gran destrucció de l'hàbitat dels boscos humits a Borneo i Sumatra en les darreres dècades.

## Usos
La fusta de gairebé totes les espècies de Shorea és excellent. Entre les millors fustes cal mencionar la de lauan, seraia blanca, balau groc, balau roig, àlan, il·lipé de Borneo, meranti blanc, meranti vermell clar, meranti vermell fosc i meranti groc. Sovint el nom d'una fusta comprèn més d'una espècie.
La resina d'algunes de les espècies de Shorea, s'anomena goma damar o dammar. Serveix d'estabilitzant a la fabricació de pintures i de laques d'alta qualitat.

## Taxonomia
- Shorea acuminatissima Symington
- Shorea acuta P.S. Ashton
- Shorea affinis (Thwaites) P.S. Ashton
- Shorea agamii P.S. Ashton
- Shorea albida Symington - àlan
- Shorea almon Foxw.
- Shorea alutacea P.S. Ashton
- Shorea amplexicaulis P.S. Ashton
- Shorea andulensis P.S. Ashton
- Shorea angustifolia P.S. Ashton
- Shorea argentifolia Symington
- Shorea asahii P.S.Ahston
- Shorea atrinervosa Symington
- Shorea bakoensis P.S. Ashton
- Shorea balanocarpoides Symington
- Shorea beccariana Burck
- Shorea biawak P.S.Ahston
- Shorea bracteolata Dyer
- Shorea brunnescens P.S. Ashton
- Shorea bullata P.S. Ashton
- Shorea calcicola P.S. Ashton
- Shorea carapae P.S. Ashton
- Shorea chaiana P.S. Ashton
- Shorea collaris Slooten
- Shorea confusa P.S. Ashton
- Shorea congestiflora (Thwaites) P.S. Ashton
- Shorea contorta S.Vidal - seraia blanca
- Shorea cordata P.S. Ashton
- Shorea cordifolia (Thwaites) P.S. Ashton
- Shorea coriacea Burck
- Shorea crassa P.S. Ashton
- Shorea curtisii Dyer ex Brandis
- Shorea cuspidata P.S. Ashton
- Shorea dasyphylla Foxw.
- Shorea dealbata Foxw.
- Shorea dispar P.S. Ashton
- Shorea disticha (Thwaites) P.S. Ashton
- Shorea domatiosa P.S. Ashton
- Shorea elliptica Burck
- Shorea exelliptica Meijer
- Shorea faguetiana F. Heim
- Shorea faguetioides P.S. Ashton
- Shorea falcifera Dyer ex Brandis
- Shorea falciferoides Foxw.
- Shorea fallax Meijer
- Shorea ferruginea Dyer ex Brandis
- Shorea flaviflora Wood ex P.S. Ashton
- Shorea flemmichii Symington
- Shorea foraminifera P.S. Ashton
- Shorea foxworthyi Symington
- Shorea geniculata Symington ex P.S. Ashton
- Shorea gibbosa Brandis
- Shorea gratissima (Wall. ex Kurz) Dyer
- Shorea guiso (Blanco) Blume
- Shorea havilandii Brandis
- Shorea hemsleyana (King) King ex Foxw.
- Shorea hopeifolia (F. Heim) Symington
- Shorea hypoleuca Meijer
- Shorea iliasii P.S. Ashton
- Shorea inaequilateralis Symington
- Shorea inappendiculata Burck
- Shorea induplicata Slooten
- Shorea isoptera P.S. Ashton
- Shorea johorensis Foxw.
- Shorea kudatensis Wood ex Meijer
- Shorea kunstleri King - balau roig
- Shorea ladiana P.S. Ashton
- Shorea laevis Ridl. - balau groc
- Shorea lamellata Foxw.
- Shorea laxa Slooten
- Shorea leprosula Miq.
- Shorea longiflora (Brandis) Symington
- Shorea longisperma Roxb.
- Shorea lunduensis P.S. Ashton
- Shorea macrantha Brandis
- Shorea macrobalanos P.S. Ashton
- Shorea macrophylla (de Vriese) P.S. Ashton - il·lipé de Borneo
- Shorea macroptera Dyer
- Shorea materialis Ridl.
- Shorea maxwelliana King
- Shorea mecistopteryx Ridl.
- Shorea megistophylla P.S. Ashton
- Shorea micans P.S. Ashton
- Shorea monticola P.S. Ashton
- Shorea mujongensis P.S. Ashton
- Shorea multiflora (Burck) Symington
- Shorea myrionerva Symington ex P.S. Ashton
- Shorea obovoidea Slooten
- Shorea obscura Meijer
- Shorea ochracea Symington
- Shorea ovalis (Korth.) Blume
- Shorea ovata Dyr ex Brandis
- Shorea pachyphylla Ridl. ex Symington
- Shorea palembanica Miq.
- Shorea pallidifolia P.S. Ashton
- Shorea parvifolia Dyer
- Shorea parvistipulata F. Heim
- Shorea patoiensis P.S. Ashton
- Shorea pauciflora King
- Shorea peltata Symington
- Shorea pilosa P.S. Ashton
- Shorea pinanga Scheff.
- Shorea platycarpa F. Heim
- Shorea platyclados Slooten ex Foxw.
- Shorea polyandra P.S. Ashton
- Shorea praestans P.S. Ashton
- Shorea pubistyla P.S. Ashton
- Shorea quadrinervis Slooten
- Shorea resinosa Foxw.
- Shorea retusa Meijer
- Shorea revoluta P.S. Ashton
- Shorea richetia Symington
- Shorea robusta C.F. Gaertn - sal
- Shorea rotundifolia P.S. Ashton
- Shorea rubella P.S. Ashton
- Shorea rubra P.S. Ashton
- Shorea rugosa F. Heim
- Shorea sagittata P.S. Ashton
- Shorea scaberrima Burck
- Shorea scabrida Symington
- Shorea scrobiculata Burck
- Shorea seminis (de Viese) Slooten
- Shorea siamensis Miq.
- Shorea slootenii Wood ex P.S. Ashton
- Shorea smithiana Symington
- Shorea splendida (de Vriese) P.S. Ashton
- Shorea stenoptera Burck - meranti vermell clar, il·lipé de Borneo
- Shorea subcylindrica Slooten
- Shorea superba Symington
- Shorea sumatrana
- Shorea symingtonii Wood
- Shorea tenuiramulosa P.S. Ashton
- Shorea teysmanniana Dyer ex Brandis
- Shorea trapezifolia (Thwaites) P.S. Ashton
- Shorea uliginosa Foxw.
- Shorea venulosa Wood ex Meijer
- Shorea virescens Parijs
- Shorea waltoni Wood ex Meijer
- Shorea woodii P.S. Ashton
- Shorea xanthophylla Symington
- Shorea zeylanica (Thwaites) P.S. Ashton